# Justin Tipuric
Justin Tipuric (6. srpna 1989 Alltwen) je velšský ragbista, který hraje jako rváček za velšský klub Ospreys. V roce 2012 s tímto týmem vyhrál soutěž PRO12. V tomto roce byl Tipuric vybrán do nejlepší sestavy sezony ligy. V sezoně 2012/13 byl také vybrán do ideální sestavy ligy. Za Ospreys hraje od roku 2009 a od srpna 2018 je kapitánem.
Za Wales si reprezentační premiéru odbyl v roce 2011, v květnu 2023 ohlásil konec za reprezentaci. Odehrál 93 zápasů a připsal si 55 bodů. Čtyřikrát (2012, 2013, 2019, 2021) se stal vítězem Six Nations. Zúčastnil se MS 2015 a MS 2019. V letech 2013, 2017 a 2021 byl součástí Britských a Irských lvů. Má chorvatský původ po svém dědovi.